# Lest We Forget (album)
Pour les articles homonymes, voir Lest We Forget.
Albums de Marilyn Manson
The Golden Age of Grotesque
(2003) Eat Me, Drink Me
(2007)
Lest We Forget est une compilation du groupe de metal américain Marilyn Manson sortie le 25 septembre 2004, produit par Marilyn Manson et Tim Skold.
À noter qu'il existe également une version limitée contenant un DVD avec tous les clips.

## Liste des titres
1. The Love Song
2. Personal Jesus (reprise de Depeche Mode)
3. mOBSCENE
4. The Fight Song
5. Tainted Love (reprise de Gloria Jones)
6. The Dope Show
7. This is the New Shit
8. Disposable Teens
9. Sweet Dreams (are made of this) (reprise du groupe Eurythmics)
10. Lunchbox
11. Tourniquet
12. Rock is Dead
13. Get Your Gunn
14. The Nobodies
15. Long Hard Road Out of Hell
16. The Beautiful People
17. The Reflecting God
18. (s)AINT